# (32122) 2000 LD10
2000 LD10 (asteroide 32122) é um asteroide da cintura principal. Possui uma excentricidade de 0.33230780 e uma inclinação de 14.25948º.
Este asteroide foi descoberto no dia 7 de junho de 2000 por LINEAR em Socorro.